# Chiến dịch Krym (1944)
Chiến dịch Krym hay theo cách gọi của người Đức là Trận bán đảo Krym, là một loạt các cuộc tấn công của Hồng Quân Liên Xô nhằm vào quân đội Đức để giải phóng Krym - một bán đảo thuộc Liên bang Xô Viết. Từ ngày 8 tháng 4 đến ngày 12 tháng 5 năm 1944, Phương diện quân Ukraina 4, Tập đoàn quân độc lập Duyên Hải và Hạm đội Biển Đen thuộc Hồng Quân Liên Xô đã tấn công và đánh tan Tập đoàn quân 17 thuộc Cụm tập đoàn quân Nam (Đức) cùng một số sư đoàn România, đồng minh của Đức Quốc xã.
Chiến dịch được diễn ra theo 3 giai đoạn. Giai đoạn 1 từ ngày 8 đến ngày 13 tháng 4, Phương diện quân Ukraina 4 đột phá vào tuyến phòng thủ của Tập đoàn quân 17 tại eo đất Perekop và vịnh lầy Sivash. Đồng thời, Tập đoàn quân độc lập Duyên hải (đã đổ bộ lên Kerch - Eltigen từ tháng 12 năm 1943) mở cuộc tấn công vào tuyến phòng thủ của Quân đoàn bộ binh 5 (Đức) tại Adzhiban (???) và Lũy Thổ Nhĩ Kỳ. Kết thúc giai đoạn 1, Phương diện quân Ukraina 4 giải phóng phần Bắc bán đảo Krym. Tập đoàn quân độc lập Duyên hải đánh chiếm Feodosiya, Vladislavovka và Ak Monai (Kamyanske), tiến ra hội quân với Phương diện quân Ukraina 4 ở Krasubazar (???). Sau khi hợp nhất lực lượng, Phương diện quân Ukraina 4 và Tập đoàn quân độc lập Duyên Hải tiếp tục tiến đánh Simferopol, trung tâm bán đảo Krym và Eupatoria, hải cảng phía Bắc Sevastopol. Giai đoạn 2 từ ngày 14 tháng 4 đến 9 tháng 5, các tập đoàn quân Liên Xô đánh tan các cụm phòng ngự của quân Đức tại Simferopol, Eupatoria và bao vây Sevastopol. Giai đoạn 3 từ ngày 5 đến 12 tháng 5, Quân đội Liên Xô tiêu diệt cụm quân Đức - Romania phòng thủ Sevastopol, giải phóng thành phố. Các đội du kích Liên Xô hoạt động tại Krym đã giúp đỡ quân chủ lực Liên Xô bảo vệ những mục tiêu quan trọng tránh khỏi sự phá hoại của quân đội Đức Quốc xã. Lấy lại được bán đảo Krym, Quân đội Liên Xô gần như hoàn thành việc giải phóng Ukraina. Hải quân Liên Xô thu hồi một quân cảng quan trọng trên Biển Đen.
Sau chiến dịch, Tập đoàn quân 17 (Đức) chỉ còn lại bộ khung, được rút khỏi Krym bằng đường không. Sau khi được trang bị lại với quân số hoàn toàn mới, ngày 25 tháng 7, tập đoàn quân này được biên chế cho Cụm tập đoàn quân Bắc Ukraina. Phương diện quân Ukraina 4 được giải thể, bộ khung cán bộ và quân số của nó được chuyển về hướng Trung tâm mặt trận Xô-Đức để thành lập Phương diện quân Byelorussia 2 và tham gia Chiến dịch Bagration. Tại Đông Âu, các đối thủ cũ lại gặp nhau một lần nữa.

## Bối cảnh và tình huống mặt trận
Từ cuối năm 1943 đến đầu năm 1944, quân đội Đức Quốc xã xây dựng một tiền tuyến ở phía đông. Krym được coi là tiền đồn phía Nam của phòng tuyến Wotan. Tháng 10 năm 1943, Tập đoàn quân 17 (Đức) đã buộc phải rút lui khỏi thảo nguyên Kuban qua eo biển Kerch-Taman. Cuối năm 1943, Hồng quân đẩy lùi Cụm tập đoàn quân Nam (Đức) khỏi miền nam Ukraina. Tháng 11 năm 1943, Phương diện quân Ukraina 4 (Liên Xô) hoàn thành Chiến dịch tấn công Nikopol-Krivoi Rog, tiến đến bờ Đông sông Dniepr, chia cắt và cô lập Tập đoàn quân 17 (Đức), chiếm giữ cửa ngõ vào Krym tại eo đất Perekop.
Krym là một bán đảo khá biệt lập với lục địa châu Âu, chỉ nối với đất liền bằng eo đất Perekop với các vịnh lầy trải dài từ Perekop đến Genichesk và dọc theo bờ biển Azov đến tận Ak Monai. Sự biệt lập này làm cho Krym trở thành một vùng đất dễ phòng thủ nhưng cũng dễ dàng trở thành một "cái túi tác chiến" nguy hiểm với bốn bề là biển. Krym có một bán đảo nhỏ Kerch ở phía Đông, ngăn cách với bán đảo Taman của vùng Bắc Kavkaz qua một eo biển hẹp nối biển Azov với Biển Đen. Địa hình Krym có nhiều núi cao. Các khe hẻm cùng một số con sông ngắn, nhỏ nhưng sâu chia cắt. Lợi dụng các yếu tố địa hình này, các đạo quân từng chiếm đóng Krym đã cho xây dựng nhiều công trình quân sự kiên cố mà đáng kể nhất là Lũy Thổ Nhĩ Kỳ ở phía Đông bán đảo Kerch, mỏ đá Ak Monai và hàng chục pháo đài kiên cố ở Sevastopol, Eupatoria, Feodosiya, Kerch, Eltigen, Dzhankoi và Simferopol, trung tâm của bán đảo.
Bán đảo Krym có một vị trí quân sự rất quan trọng về hàng hải. Từ Krym, có thể kiểm soát toàn bộ vùng phía Bắc Biển Đen và phát huy sức mạnh của không quân và hải quân đến các vùng đất ven bờ biển từ Romania đến Gruzia. Ngoài tầm quan trọng về hàng hải quân sự, Krym còn có vai trò rất quan trọng về kinh tế: các nhà máy luyện quặng ở Kerch, Sevastopol, các nhà máy công nghiệp chế biến thực phẩm, các căn cứ hậu cần nghề cá, các khu vực trồng ngũ cốc, các trang trại trồng nho, các nhà điều dưỡng ở bờ biển phía Nam. Trong thời gian chiếm đóng, Krym là nơi nghỉ dưỡng của các thống chế, tướng lĩnh và các quan chức cao cấp của nước Đức Quốc xã.
Năm 1941, Quân đội Liên Xô đã trụ lại tại Sevastopol được 250 ngày và chỉ chịu rút lui bằng đường biển khi tình huống mặt trận tại bán đảo Kerch diễn biến xấu đi. Năm 1944, đến lượt Tập đoàn quân 17 (Đức) cũng bị giam hãm tại đây khi Quân đội Đức Quốc xã thất bại liên tiếp ở mặt trận phía Đông. Mọi sự tiếp tế cho tập đoàn quân này đều thực hiện bằng đường biển qua các cảng Sevastopol, Eupatoria ở phía Tây và Feodosiya ở phía Đông bán đảo. Việc tiếp tế qua đường không cũng được quân Đức thực hiện bằng các máy bay Junkers Ju 52 có tầm bay xa và các thủy phi cơ. Các căn cứ chính để tiếp viện cho quân Đức ở Krym gồm các hải cảng Odessa (Ukraina), Constanţa (Romania), Varna và Burgas (Bulgaria).

## Binh lực và kế hoạch

### Quân đội Liên Xô

#### Binh lực
Tháng 3 năm 1944, Quân đội Liên Xô có triển khai hai cánh quân bộ và Phân hạm đội Bắc Biển Đen tấn công vào Krym. Cánh quân chủ lực do Phương diện quân Ukraina 4 đảm nhận. Cánh quân bổ trợ do Tập đoàn quân độc lập Duyên hải đảm nhận. Hạm đội Biển Đen dành 1/3 lực lượng yểm hộ Tập đoàn quân độc lập Duyên hải, 1/3 lực lượng yểm hộ Phương diện quân Ukraina 4, 1/3 lực lượng còn lại (chủ yếu là tàu khu trực và tàu ngầm) và Phân Hạm đội Danube làm nhiệm vụ phong tỏa đường biển.
Phương diện quân Ukraina 4  do Thượng tướng F. I. Tolbukhin làm tư lệnh. Thành phần gồm có:
- Tập đoàn quân cận vệ 2 do trung tướng G. F. Zakharov chỉ huy. Biên chế gồm có:
  - Quân đoàn bộ binh cận vệ 13 gồm các sư đoàn bộ binh cận vệ 3, 24, 87.
  - Quân đoàn bộ binh 54 gồm các sư đoàn bộ binh 126, 315, 387.
  - Quân đoàn bộ binh 55 gồm các sư đoàn bộ binh 87, 347
  - Lực lượng pháo binh có Sư đoàn pháo binh cận vệ 2, các trung đoàn pháo binh 1095, 1101, các trung đoàn pháo cơ giới 315, 317, 331, các trung đoàn pháo chống tăng 14, 113 (cận vệ), 1250, các trung đoàn súng cối 133 (cận vệ), 483, Sư đoàn phòng không 76, các trung đoàn phòng không 591, 1530.
  - Lực lượng thiết giáp có Trung đoàn pháo tự hành 1452, tiểu đoàn trinh sát cơ giới 512.
  - Lực lượng công binh có Lữ đoàn công binh cầu phà 43, các tiểu đoàn công binh công trình 258, 335.
- Tập đoàn quân 51 do trung tướng Ya. G. Kreizer chỉ huy. Biên chế gồm có:
  - Quân đoàn bộ binh cận vệ 1 gồm các sư đoàn bộ binh 33 (cận vệ), 91, 346.
  - Quân đoàn bộ binh 10 gồm các sư đoàn bộ binh 216, 257, 270.
  - Quân đoàn bộ binh 63 gồm các sư đoàn bộ binh 263, 267, 417.
  - Sư đoàn bộ binh 77 (trực thuộc)
  - Lực lượng pháo binh có Sư đoàn pháo binh 26, Lữ đoàn pháo binh cận vệ 6, Lữ đoàn Katyusha 105, các trung đoàn pháo binh 647, 1105, Lữ đoàn pháo binh cơ giới cận vệ 5, các trung đoàn pháo chống tăng 5 (cận vệ), 15, 21, các trung đoàn pháo chống tăng 764, 1246, Lữ đoàn súng cối 19, Trung đoàn súng cối 125, các sư đoàn phòng không 2, 15, 18, Trung đoàn phòng không cận vệ 77.
  - Lực lượng thiết giáp có Lữ đoàn xe tăng cận vệ 32, Trung đoàn pháo tự hành cận vệ 22, các tiểu đoàn pháo tự hành 30, 33.
  - Lực lượng công binh có Lữ đoàn cầu 12, Lữ đoàn phà 63, các tiểu đoàn dò phá mìn 5 (cận vệ) 1504, tiểu đoàn công binh công trình 275.
- Quân đoàn xe tăng 19 của thiếu tướng Ivan Dmitryevich Vassiliev gồm các lữ đoàn xe tăng 79, 101, 202; Lữ đoàn cơ giới 26; các trung đoàn pháo tự hành 768, 875; Tiểu đoàn bộ binh mô tô 91, Trung đoàn pháo chống tăng 1511, Trung đoàn súng cối 179, Trung đoàn phòng không 1717.
- Tập đoàn quân không quân 8 của thượng tướng T. T. Khryukin gồm 1 sư đoàn tiêm kích, 1 sư đoàn cường kích, 3 sư đoàn ném bom ban ngày, 1 sư đoàn ném bom ban đêm, 2 trung đoàn cường kích (độc lập), 1 trung đoàn ném bom ban đêm (độc lập), 1 trung đoàn vận tải, 1 trung đoàn trinh sát, 1 trung đoàn liên lạc, cứu hộ.
- Các đơn vị dự bị của phương diện quân
  - Lực lượng thiết giáp có Lữ đoàn xe tăng cận vệ 6, Tiểu đoàn bộ binh mô tô 52, Tiểu đoàn trinh sát cơ giới cận vệ 5, các trung đoàn xe lửa bọc thép 46, 54.
  - Lực lượng pháo binh có Sư đoàn súng cối cận vệ 4, Lữ đoàn pháo chống tăng 35, Trung đoàn pháo binh 530, các trung đoàn súng cối cận vệ 2, 4, 19, 21, 23, 67; Trung đoàn phòng không cận vệ 270; các trung đoàn phòng không 1069, 1485.
  - Lực lượng công binh có Lữ đoàn công binh 7 (phà), Lữ đoàn công binh 2 (cầu), các tiểu đoàn công binh công trình 3 (cận vệ), 65, 240, Tiểu đoàn công binh rà phá mìn cận vệ 17, Tiểu đoàn công binh cơ giới 105.

Tập đoàn quân độc lập Duyên Hải do thượng tướng I. E. Petrov chỉ huy. Thành phần gồm có:
- Quân đoàn bộ binh sơn chiến 3 gồm Sư đoàn bộ binh cận vệ 128, Sư đoàn bộ binh sơn chiến 242 và sư đoàn bộ binh 318.
- Quân đoàn bộ binh cận vệ 11 gồm các sư đoàn bộ binh cận vệ 2, 32; Sư đoàn bộ binh 414; Lữ đoàn bộ binh cơ giới 83.
- Quân đoàn bộ binh 16 gồm các sư đoàn bộ binh 339, 383; Sư đoàn bộ binh cơ giới 255.
- Quân đoàn bộ binh 20 gồm Sư đoàn bộ binh cận vệ 55, Sư đoàn bộ binh sơn chiến 20, các sư đoàn bộ binh 79, 227.
- Lực lượng thiết giáp có Lữ đoàn xe tăng 63; các trung đoàn xe tăng hạng nhẹ 85, 244, 257; Trung đoàn pháo tự hành 1449.
- Lực lượng pháo binh có Lữ đoàn pháo binh 62, Lữ đoàn Katyusha cận vệ 98, các trung đoàn pháo binh 4 (cận vệ), 268, 1169; Trung đoàn sơn pháo 81; Lữ đoàn pháo chống tăng 16, các trung đoàn pháo chống tăng 34, 1174; Lữ đoàn súng cối 29, các trung đoàn súng cối 195, 197, Lữ đoàn pháo bờ biển cận vệ 1, các trung đoàn pháo bờ biển 8, 44, 49, 50; Sư đoàn phòng không 19; các trung đoàn phòng không 210, 272 (cận vệ), 257, 763, 1260, các tiểu đoàn súng máy cao xạ 17, 21, 30, 179, 504, 508, 540.
- Lực lượng công binh có Lữ đoàn công binh cầu phà 13, các tiểu đoàn công binh công trình 8, 9, 97; Tiểu đoàn công binh rà phá mìn cận vệ 15; các tiểu đoàn công binh cơ giới 19, 54.
- Lực lượng đặc biệt có các tiểu đoàn súng phun lửa 26, 179, 180.

Hạm đội Biển Đen do Đô đốc Phillip Sergeyevich Oktyabrsky chỉ huy, sử dụng các căn cứ Novorossiysk, Temryuk, Taganrog và Phân hạm đội Danube tham gia chiến dịch. Thành phần gồm có:
- Phân hạm đội Bắc Biển Đen do Phó đô đốc Nikolay Efremovich Basityi, tham mưu trưởng hạm đội chỉ huy. Biên chế gồm có:[12]
  - Soái hạm Sevastopol (Biệt danh "Công xã Paris")
  - Hải đoàn 2 gồm Tuần dương hạm Krasnyi Krym, các tàu khu trục Bystyi, Bodryi, Boiki, Besposhadnyi
  - Lữ đoàn tàu ngầm 1 gồm các tàu ngầm L-4, L-4, L-6
  - Lữ đoàn tàu ngầm 3 gồm các tàu Sh-205, Sh-207, Sh-209 và Sh-215.
  - Hải đoàn tuần duyên 1 gồm Hộ tống hạm Shtorm và 24 tàu tuần duyên.
  - Lữ đoàn tàu quét mìn 3 gồm 11 tàu
  - Các lữ đoàn tàu phóng lôi 1 và 2 (48 chiếc).
  - Lực lượng tấn công mặt đất có Sư đoàn hải quân đánh bộ 10 (3 trung đoàn hải quân đánh bộ, 1 trung đoàn xe tăng, 1 trung đoàn pháo tự hành, 1 trung đoàn súng cối).
  - Không quân của hạm đội gồm Sư đoàn không quân hỗn hợp tiêm kích/cường kích (4 trung đoàn), Sư đoàn không quân ném bom 63 (3 trung đoàn) và Trung đoàn không quân trinh sát/cứu hộ 19.
- Phân hạm đội Danube do Phó đô đốc Sergei Georgyevich Goshkov chỉ huy. Biên chế gồm có:
  - Lữ đoàn tuần duyên 3 gồm 12 tàu tuần duyên.
  - Lữ đoàn đặc nhiệm Kuban gồm 6 tàu tuần duyên, 3 tàu đổ bộ bọc thép
  - Lữ đoàn tàu vận tải đổ bộ gồm 12 tàu đổ bộ bọc thép và 6 phà biển.
  - Tiểu đoàn tàu phóng lôi gồm 4 tàu và 4 xuồng phóng ngư lôi.
  - Lực lượng tấn công mặt đất gồm 1 tiểu đoàn hải quân đánh bộ, 1 tiểu đoàn bộ binh, 4 tiểu đoàn phòng không.
  - Lực lượng không quân gồm Trung đoàn cường kích 7 có 19 chiếc IL-2, 20 chiếc P-10 và phi đội trinh sát biển có 5 chiếc thủy phi cơ MBR-2.

#### Kế hoạch

Các nguyên soái Liên Xô K. E. Voroshilov, A. M. Vasilevsky, đại tướng F. I. Tolbukhin và Bộ Tư lệnh Phương diện quân Ukraina 4 trong quá trình chuẩn bị Chiến dịch giải phóng Krym (1944)

Giới hải quân ví Krym như một con tàu khổng lồ trên Biển Đen. Ai chiếm được "con tàu" này sẽ trở thành "ông chủ" Biển Đen. "Con tàu" này nối với đất lền chỉ bằng một chiếc "cầu tàu" duy nhất, đó là eo đất Perekop. Vì là cửa ngõ duy nhất trên bộ ra vào Krym nên trong các cuộc chiến tại Krym 1687, 1689, Chiến tranh Krym 1853-1856, Nội chiến Nga 1918-1920 và Chiến dịch Krym-Sevastopol (1941-1942), eo đất Perekop là nơi tranh chấp ác liệt nhất giữa các bên. Trong giai đoạn cuối của cuộc Chiến tranh vệ quốc vĩ đại, eo đất lịch sử này lại một lần nữa được tô đậm trên bản đồ nhiệm vụ hành động của Phương diện quân Ukraina 4.
Phương án ban đầu của Phương diện quân Ukraina 4 do A. M. Vasilevsky và F. I. Tolbukhin đề xuất là không sử dụng quân đổ bộ lên Kerch. Tập đoàn quân độc lập Duyên Hải được chuyển cho Phương diện quân Ukraina 4, di chuyển đến eo đất Perekop cùng với Phương diện quân Ukraina 4 tổng tấn công vào Krym từ phía Bắc. Trong phương án cũng dự kiến sử dụng quân dù đổ bộ đường không Dzhankoy và Hạm đội Biển Đen dùng hải quân đánh bộ tấn công bổ trợ từ Feodosiya. Bộ Tổng tham mưu Liên Xô xét thấy phương án này có ưu điểm là tập trung được nhiều binh lực trên hướng đột kích đã chọn, tạo ưu thế khi tấn công. Nhưng họ cũng cho rằng nó có nhược điểm không nhỏ là đòi hỏi nhiều đợt chuyển quân lớn, khó giữ được bí mật. Nếu chỉ có một hướng tấn công từ Perekop, hướng Kerch trở nên thụ động, Tập đoàn quân 17 (Đức) sẽ rút bớt quân ở hướng Kerch để tăng cường cho hướng Perekop. Chiến dịch được tiên lượng sẽ kéo dài và tổn thất sẽ khá cao. Cân nhắc các khía cạnh thuận loại và bất lợi, cuối tháng 10 năm 1943, Đại bản doanh Bộ Tổng tư lệnh Liên Xô quyết định sử dụng phương án tấn công hai hướng từ Perekop (hướng chủ yếu) và từ bán đảo Kerch (hướng thứ yếu). Để thực hiện kế hoạch này, ngày 31 tháng 10 năm 1943, Phương diện quân Bắc Kavkaz phối hợp với Hạm đội Biển Đen tiến hành cuộc đổ bộ lên Kerch và Eltigen tạo một đầu cầu để mở hướng tấn công thứ yếu vào Krym.
Gọi là eo đất Perekop nhưng thực ra chỉ có hai con đường trên bộ vào Krym là đủ điều kiện cho các phương tiện cơ giới di chuyển. Một là con đường bộ từ Perekop qua Armyansk vào Ishun. Từ ngã tư Ishun có các tuyến đường đi Eupatoria ở phía Tây, Dzhankoy ở phía Đông và Simferopol, trung tâm của Krym. Tập đoàn quân cận vệ 2 của trung tướng G. F. Zakharov được giao nhiệm vụ tấn công trên hướng này. Thứ hai là con đường sắt vào Krym, từ NovoAlekseyevka qua Chongar đi Dzhankoy là tuyến hẹp, phải vượt vịnh Sivash trên cây cầu đường sắt phía Nam Chongar. Tướng F. I. Tolbukhin giao nhiệm vụ tấn công trên hướng này cho hai trung đoàn xe lửa bọc thép 46, 54, chở theo Lữ đoàn xe tăng 6 và một trung đoàn của Sư đoàn bộ binh 77. Để đảm bảo bí mật hướng tấn công này, các đoàn xe lửa bọc thép, xe tăng và Sư đoàn bộ binh 77 phải đóng quân ở ga NovoAlekseyevka, đến ngày N-1 mới di chuyển đến mặt trận.
Hướng tấn công của Tập đoàn quân 51 và Quân đoàn xe tăng 19 là khó khăn nhất. Họ phải vượt qua vịnh Sivash trên những con đường mòn lầy lội từ Kosa (???) đến Karanki (???). Tuy nhiên, đây lại là hướng sơ hở của quân Đức, gây bất ngờ vì họ cho rằng các vũ khí hạng nặng của quân đội Liên Xô không thể di chuyển qua vịnh lầy này. Toàn bộ lực lượng công binh của Tập đoàn quân 51 và công binh của Phương diện quân đã tập trung tại đây để bắc 2 cây cầu phao thật từ phía Tây Nam Kosa đi Chigary (???). Công binh Liên Xô cũng làm 2 cây cầu phao giả trên hướng Đông Nam Kosa đi Novo Russia (???). Trong khi các cầu phao thật được ngụy trang kín đáo thì các cầu phao giả lại được cố ý ngụy trang sơ sài. Không quân trinh sát Đức "cắn" theo cả hai miếng mồi này.
Pháo binh của Phương diện quân Ukraina 4 được huy động tập trung ở mật độ cao cho các mũi tấn công, tạo ưu thế áp đảo về hỏa lực pháo binh từ 4 đến 5 lần so với pháo binh Đức. Tại hướng đánh của Tập đoàn quân cận vệ 2 đã tạo được mật độ 150 pháo và cối trên 1 km chính diện. Con số này ở hướng của Tập đoàn quân 51 là 151 khẩu và ở Tập đoàn quân độc lập Duyên Hải là 162 khẩu. Các Tập đoàn quân đã tích lũy được 4 cơ số đạn dược chiến đấu và 4 cơ số dự phòng, 5 cơ số nhiên liệu và 18 cơ số lương thực, thực phẩm.

### Quân đội Đức Quốc xã

#### Binh lực
Tập đoàn quân 17 (thuộc Cụm tập đoàn quân Nam Ukraina) do tướng Erwin Jaenecke (đến 30 tháng 4 năm 1944) và tướng Karl Allmendinger (từ 1 tháng 5 năm 1944) lần lượt chỉ huy. Thành phần gồm có:
- Quân đoàn bộ binh 5 của tướng Karl Allmendinger và tướng Friedrich-Wilhelm Müller (từ 4 tháng 5 năm 1944). Trong biên chế có:
  - Sư đoàn bộ binh 50 của tướng Paul Betz gồm các trung đoàn bộ binh 121, 122, 123; Trung đoàn pháo binh 50; Tiểu đoàn xe tăng 150, 1 trung đoàn pháo chống tăng; các tiểu đoàn bộ binh cơ giới, trinh sát, công binh.
  - Sư đoàn bộ binh 98 của tướng Alfred-Hermann Reinhardt gồm các trung đoàn bộ binh 117, 289, 290; Trung đoàn pháo binh 98; Tiểu đoàn xe tăng 198, 1 trung đoàn pháo chống tăng, 2 tiểu đoàn bộ binh cơ giới, các tiểu đoàn trinh sát, công binh.
  - Sư đoàn bộ binh 19 (Romania)
- Quân đoàn bộ binh sơn chiến 49 của tướng Rudolf Konrad. Trong biên chế có:
  - Sư đoàn bộ binh 336 của tướng Wolf Hagemann gồm các trung đoàn bộ binh 685, 686, 687; Trung đoàn pháo binh 336, 1 tiểu đoàn xe tăng, 1 trung đoàn pháo chống tăng, 1 tiểu đoàn bộ binh cơ giới, các tiểu đoàn trinh sát, công binh.
  - Sư đoàn bộ binh 370 của tướng Fritz Becker gồm các trung đoàn bộ binh 666, 667, 668; Trung đoàn pháo binh 370, 1 tiểu đoàn pháo chống tăng, 1 tiểu đoàn pháo tự hành, 2 tiểu đoàn bộ binh cơ giới, các tiểu đoàn trinh sát, công binh.
  - Sư đoàn bộ binh 10 (Romania)
  - Cụm tác chiến Krieger
  - Cụm tác chiến Brüder.
- Quân đoàn bộ binh sơn chiến 1 (Romania)
  - Sư đoàn bộ binh sơn chiến 1 (Romania)
  - Sư đoàn bộ binh sơn chiến 3 (Romania)
  - Sư đoàn kỵ binh 6 (Romania)
- Không quân: Một phần Tập đoàn quân không quân 4 (Đức)
  - Căn cứ không quân Simferopol: khoảng 120 máy bay
  - Căn cứ không quân Sevastopol: khoảng 180 máy bay
- Hải quân: 19 tàu nổi, 2 tàu ngầm.
  - Căn cứ Sevastopol.
  - Căn cứ Eupatoria.
  - Căn cứ Feodosiya.

#### Kế hoạch phòng thủ
Tướng Erwin Jaenecke chia quân phòng thủ Krym làm ba cánh chủ yếu gồm 18 cụm phòng thủ:
- Quân đoàn bộ binh 5 phòng thủ hướng Kerch gồm 3 tuyến phòng thủ tại Lũy Thổ Nhĩ Kỳ, các cụm phòng thủ tại Adzhibai, Ak Monai, Vkadislavovka và Feodosiya.
- Quân đoàn bộ binh sơn chiến 49 được giao phòng thủ hướng Perekop gồm 3 tuyến phòng thủ phía Nam vịnh lầy Sivash và các cụm phòng thủ tại Armyansk, Ishun, Voinka, Chongar, Schastlivtsevo, Dzhankoy và Simferopol.
- Quân đoàn bộ binh sơn chiến 1 Romania phòng thủ trên các dãy núi phía Nam bán đảo từ Feodosiya đến Yalta gồm các cụm phòng thủ Aluvka (???), Alushta, Sudak, Karasubazar (???) và Yalta.
- Cụm tác chiến Brüder phòng thủ Sevastopol
- Cụm tác chiến Krieger phòng thủ Evapatorya.
- Các tàu nổi của hải quân Đức yểm hộ các cụm phòng thủ ven bờ biển.

## Diễn biến liên quan trước chiến dịch
Quân đội Liên Xô không vội kéo quân đến giải phóng Krym từ cuối năm 1943. Họ đã rút được kinh nghiệm xương máu năm 1942 nên chuẩn bị chiến dịch rất kỹ lưỡng để đổ bộ qua eo biển Kerch, tạo một hướng tấn công từ phía Đông để kéo Tập đoàn quân 17 (Đức) về hướng này. Trong quá trình chiến dịch Kerch-Eltigen, Phương diện quân Bắc Kavkaz (sau này là Tập đoàn quân độc lập Duyên Hải) đã tạo được một bàn đạp vững chắc tại Kerch. Quân Đức rất muốn nhanh chóng thanh toán bàn đạp này nhưng Chiến dịch tấn công hữu ngạn Dniepr được quân đội Liên Xô mở ra rất sớm đã buộc Tập đoàn quân 17 (Đức) phải dồn các quân đoàn chủ lực về hạ lưu sông Dniepr. Qua hơn 3 tháng đầu năm 1944, Tập đoàn quân 17 (Đức) lần lượt để mất các vị trí quan trọng ở hạ lưu tả ngạn sông Dniepr và cuối cùng, bị Phương diện quân Ukraina 4 (Liên Xô) dồn trở lại Krym. Cái "cầu tàu" Perekop đã bị khóa chặt. Tập đoàn quân 17 (Đức) bị cắt đứt liên lạc hoàn toàn với Cụm tập đoàn quân Nam.

## Diễn biến chính

### Giai đoạn 1

#### Hướng chủ yếu
10 giờ 30 phút sáng ngày 8 tháng 4, tất cả các cỡ pháo của Phương diện quân Ukraina 4 đồng loạt nhả đạn. Sau 30 phút, các dàn Katyusha bắt đầu trút lửa sang trận địa phòng thủ của quân Đức. Cả ba tuyến phòng thủ của Quân đoàn sơn chiến 49 (Đức) phải chịu một trận bão đạn trong 2 giờ 30 phút. Pháo binh Liên Xô bắn chính xác vào các vị trí đã được đo đạc, tính toán qua một tuần trinh sát. Các công trình phòng thủ lần lượt sụp đổ. Đúng 13 giờ, Tập đoàn quân cận vệ 2 bắt đầu công kích cụm cứ điểm Armyansk. Chỉ 1 giờ sau, các sư đoàn bộ binh 3, 24, 87 đã tràn ngập cứ điểm Armyansk. 15 giờ, Quân đoàn bộ binh 54 tiến vào cửa mở theo sau Trung đoàn pháo tự hành 1452. Cùng thời điểm 13 giờ, Trung đoàn xe lửa bọc thép 46 bắt đầu công kích tuyến phòng thủ của quân Đức tại Chongar.
Sáng 9 tháng 4, cho rằng hướng tấn công chính của quân đội Liên Xô diễn ra tại Armyansk, tướng Rudolf Konrad lệnh cho tướng Wolf Hagemann tung các trung đoàn bộ binh 685, 686 và một tiểu đoàn xe tăng ra đỡ đòn cho trung đoàn 687 đã vừa đánh vừa lùi về Tarkhan (???). Trên hướng Chongar, tướng Fritz Becker cũng điều thêm Trung đoàn bộ binh 668 và 1 tiểu đoàn bộ binh cơ giới tăng cường cho trung đoàn 666 đang chống giữ cửa ngõ Chongar. Hướng trung tâm mặt trận của quân Đức yếu đi rõ rệt. Lực lượng đáng kể nhất chỉ còn lại Sư đoàn bộ binh 10 (Romania) và Trung đoàn bộ binh 667 (Đức). Tướng F. I. Tolbukhin điện cho tướng Ya. G. Kreizer xác định đây là thời điểm tấn công của Tập đoàn quân 51.
11 giờ ngày 9 tháng 4, pháo binh của Phương diện quân Ukraina 4 và Tập đoàn quân 51 tiếp tục trút đạn xuống các phòng tuyến của Trung đoàn bộ binh 667 (Đức) và Sư đoàn bộ binh 10 (Romania) trong hơn một tiếng đồng hồ. Hai quân đoàn bộ binh 10 và 63 của Tập đoàn quân 51 đồng loạt phát động tấn công trên hai hướng Karanky (???) và Aygulskoe (???). Đến cuối ngày 10 tháng 4, Quân đoàn bộ binh 63 ở thê đội 1 đã tiến sâu hơn 4 km vào phòng tuyến của quân Đức tại Karanky. Bên phải họ, Quân đoàn bộ binh 10 đạt được kết quả lớn hơn, họ đánh chiếm Aygulskoe và vượt qua cả ba lớp phòng thủ của quân Đức, đạt chiều sâu đến 7 km. Trên hướng Perekop, Sư đoàn bộ binh 336 Đức phải bỏ Armyansk tháo chạy về Ishun. Tận dụng kết quả do các Quân đoàn bộ binh 10 và 63 đạt được, ngày 11 tháng 4, tướng F. I. Tolbukhin đưa Quân đoàn xe tăng 19 vào cửa đột phá. Mũi tấn công của Quân đoàn xe tăng 19 đã nhanh chóng xé toang các lớp phòng ngự còn lại của Sư đoàn bộ binh 10 (Romania). Ngày 12 tháng 4, Quân đoàn xe tăng 19 và Quân đoàn bộ binh 10 đánh chiếm cụm cứ điểm Voinka, cắt đứt tuyến đường sắt Perekop - Dzhankoy. Bến canh phải, Tập đoàn quân cận vệ 2 đã vượt qua "điểm nút" Tarkhan và bắt đầu đột phá vào Vorontsovka.
Khi tướng Erwin Jaenecke nhận ra hướng tấn công chính của quân đội Liên Xô thì Sư đoàn bộ binh 10 (Romania) đã bị loại khỏi vòng chiến đấu tại Voinka. Sư đoàn bộ binh 336 đã bị thiệt hại nặng trong các trận đánh trên khu vực Perekop - Tarkhan. Chỉ còn lại Sư đoàn 370 tương đối nguyên vẹn do Quân đội Liên Xô chưa có những hành động tích cực hơn trên tuyến này. Để tránh bị bao vây, tướng Rudolf Konrad rút phần lớn Sư đoàn bộ binh 370 khỏi Chongar, chỉ để lại Trung đoàn 667 cản hậu. Ngày 13 tháng 4, các trung đoàn xe lửa bọc thép 46 và 54 cùng bước vào tiến công, tiêu diệt Trung đoàn 667 (Đức) và truy đuổi Sư đoàn 370 (Đức) dọc theo con đường sắt đi Dzhankoy.
Ngày 13 tháng 4, Tập đoàn quân cận vệ 2 đánh chiếm Vorontsovka và chia làm hai cánh tỏa ra phía Tây bán đảo Krym. Quân đoàn bộ binh cận vệ 13 được đưa vào trận, phát triển tấn công dọc theo bờ biển Tây Bắc Krym, lần lượt đánh chiếm các cứ điểm Ak Sheykh (???), Ak Mechet (???) và đến ngày 14 tháng 4 đã quét sạch quân Đức khỏi cứ điểm Karadzha (???) ở cực Tây bán đảo Krym. Quân đoàn bộ binh 54 có Trung đoàn pháo tự hành 1452 mở đường thẳng tiến đến Eupatoria và đến ngày 14 tháng 4 đã có mặt trước cửa ngõ phía Bắc thành phố. Quân đoàn bộ binh 55 phát triển tấn công dọc theo con đường bộ Ishun - Simferopol. Quân đoàn xe tăng 19 sau khi phối hợp với các đoàn xe lửa bọc thép 46 và 54 đánh chiếm Dzhankoy đã tiến nhanh xuống phía Nam, vòng qua cụm cứ điểm Novo Tsaritsyno (???). Đến ngày 14 tháng 4, Quân đoàn xe tăng 19 và Quân đoàn bộ binh cận vệ 1 từ thê đội 2 của Tập đoàn quân 51 đã tiếp cận phía Bắc Simferopol. Các quân đoàn bộ binh 10 và 62 của Tập đoàn quân 51 cũng triển khai tấn công sang phía Đông, đánh chiếm Seitler (???), Sovietsky và tiến dọc theo sông Salgir về Karasubazar.
Không thể cản được đà tiến quân của Phương diện quân Ukraina 4, tướng Erwin Jaenecke điều Quân đoàn sơn chiến 1 Romania lên trung tâm bán đảo, phối hợp với các trung đoàn còn lại của Quân đoàn sơn chiến 49 (Đức) thiết lập tuyến phòng thủ mới từ Eupatoria qua đầm phá Sasyk, các cứ điểm Saky, Sarabuz phía Bắc Simferopol đến Karasubazar (???) để chặn Phương diện quân Ukraina 4 tại đây, cố chống giữ phần phía Nam bán đảo Krym.

#### Hướng thứ yếu
Để ngăn cản Phương diện quân Ukraina 4 tiến công về phía Nam bán đảo, tướng Erwin Jaenecke buộc phải rút bớt quân của Quân đoàn bộ binh 5 (Đức) từ hướng Kerch sang tăng cường cho Quân đoàn bộ binh sơn chiến 49 và điều bớt một sư đoàn Romania sang hướng Kerch. Sư đoàn bộ binh 50 để lại Trung đoàn 121 rút về Lũy Thổ Nhĩ Kỳ, lấy thị trấn Bak (???) là trung tâm phòng ngự. Sư đoàn bộ binh 98 để lại Trung đoàn bộ binh 289 phòng thủ sau lưng Sư đoàn bộ binh 50. Sư đoàn bộ binh sơn chiến 3 (Romania) được điều ra phòng thủ khu vực mỏ đá Ak Monai. Sư đoàn bộ binh 6 (Romania) thay Trung đoàn bộ binh 290 phòng thủ Feodosiya.
Phát hiện quân Đức có triệu chứng rút lui qua tin tức trinh sát, ngày 10 tháng 4, tướng A. I. Yeryomanko yêu cầu Tập đoàn quân không quân 4 tổ chức đánh chặn. Hơn 100 máy bay cường kích và 46 máy bay ném bom được 63 máy bay tiêm kích yểm hộ đã không kích quân Đức trên con đường sắt từ Kerch đi Vladislavovka. Không quân của hạm đội Biển Đen cũng ném bom Feodosiya. Được phổ biến kế hoạch tấn công ban đêm của Tập đoàn độc lập Duyên Hải, Tập đoàn quân không quân 4 cũng chuẩn bị 14 máy bay cường kích bay đêm và 20 máy bay ném bom ban đêm để trợ chiến.
Chiều ngày 10 tháng 4, pháo binh Đức tổ chức bắn phá phòng tuyến của Tập đoàn quân độc lập Duyên Hải ở phía Tây Kerch suốt hơn 1 giờ để cản đường truy kích của quân đội Liên Xô. Quân Đức cũng thả khói mù để che giấu các hoạt động chuyển quân. Không cho quân Đức yên ổn rút lui, 22 giờ đêm 10 tháng 4, Quân đoàn bộ binh cận vệ 11 phát động tấn công. 4 giờ sáng ngày 11 tháng 4, quân đoàn này đã chiếm được Bak, trung tâm phòng ngự tiền tiêu của quân Đức ở phía Đông Kerch và các thị trấn Kara Sedzheyt (???), Adzhi Mandy (???), Kary (???), Quân đoàn bộ binh sơn chiến 3 cũng đánh chiếm điểm cao Salyk (???), nhà ga Staryi Tashly và các thị trấn Aska Beshkii (???), Novo Sheveteevka (???). Riêng quân đoàn bộ binh 16 đến sáng 11 tháng 4 vẫn chưa vượt qua qua được Lũy Thổ Nhĩ Kỳ vì hai tiểu đoàn bộ binh cơ giới Đức chốt chặn tại khe núi Mitridat. Quân đoàn bộ binh cận vệ 11 (Liên Xô) đã điều Lữ đoàn bộ binh cơ giới 83 từ Katerlez (???) sang phối hợp, đánh bật hai tiểu đoàn bộ binh cơ giới Đức khỏi khe núi Mitridat, mở đường vượt qua Uchevan Kengez (???) cho Quân đoàn 16, đánh chiếm các làng Adzhabay (???), Mardyuvka (???), Maryvka. Đến cuối ngày 11 tháng 4, quân đội Liên Xô đã hoàn toàn làm chủ tuyến Lũy Thổ Nhĩ Kỳ. Các trung đoàn bộ binh của Sư đoàn 50 (Đức) phải rút về tuyến phòng thủ thứ hai.
Trong các ngày từ 12 đến 14 tháng 4, trừ Quân đoàn bộ binh 20, lực lượng dự bị còn chưa tham chiến, các quân đoàn của Tập đoàn quân độc lập Duyên Hải đã liên tục tập kích vào các trung đoàn Đức đang từ từ rút khỏi Kerch. Trong khi đó, các lực lượng Romania luôn được lệnh phải ở lại để cản hậu. Ngày 12 tháng 4, Quân đoàn bộ binh sơn chiến 3 (Liên Xô) với sự yểm hộ của các trung đoàn xe tăng 85 và 244 đã đánh thiệt hại nặng Sư đoàn bộ binh sơn chiến 3 (Romania) ở mỏ đá Ak Monai và chiếm lĩnh các chốt phòng thủ. Tàn quân Romania bỏ chạy về Simferopol. Ngày 13 tháng 4, Quân đoàn bộ binh 11 đột phá qua phòng tuyến của Sư đoàn bộ binh 98 (Đức), đánh chiếm Vladislavovka và tiếp tục truy kích quân Đức theo hướng Karasubazar, Zuya, Sabre (???), Manchuk (???). Ngày 14 tháng 4, Quân đoàn này đã đánh chiếm một loạt các vị trí phòng thủ của Quân đoàn sơn chiến 3 (Đức). Cụm xe tăng-cơ giới được giao nhiệm vụ nhanh chóng tiến công theo hướng Sultan Saray (Ulyanovka), Bayuk-Yankoi (???), Yanka (???), Foti-Sala (???), Beshuy (???), và Gora Chernaya. Quân đoàn bộ binh 16 và Lữ đoàn xe tăng 63 tấn công trực diện vào Feodosiya và đánh chiếm thành phố này ngày 13 tháng 4. Ngày 14 tháng 4, quân đoàn tiếp tục tấn công về Sudak và đến ngày 14 tháng 4 đã chiếm được Zanov (???) và Gurzuv (???). Quân đội Đức Quốc xã tập trung các tiểu đoàn xe tăng 33, 37 và Sư đoàn kỵ binh 3 (Romania) phòng thủ vòng tròn chặn được đòn tấn công của Quân đoàn bộ binh 16 (Liên Xô) ở Sudak. Ngày 15 tháng 4, Tập đoàn quân độc lập Duyên Hải đã đánh chiếm toàn bộ bán đảo Kerch.

### Giai đoạn 2: Tổng công kích
Ngày 15 tháng 3 năm 1944, Quân đoàn bộ binh sơn chiến 3 (Tập đoàn quân độc lập Duyên Hải) đã hội quân với Quân đoàn bộ binh 62 (Tập đoàn quân 51) ở ngoại vi Karasubaza. Cuộc tổng công kích của Quân đội Liên Xô vào Tập đoàn quân 17 (Đức) ở Tây Nam bán đảo Krym bắt đầu ngay từ sáng 16 tháng 4 mà không cần có thời gian tạm dừng chiến dịch.
Sáng 15 tháng 4, Không quân hạm đội Biển Đen tấn công Sudak, đánh chìm 5 tàu đẩy và 3 sà lan Đức ngay tại ngư cảng Sudak. Đến trưa 15 tháng 4, Sư đoàn bộ binh cơ giới 225 và sư đoàn bộ binh 339 (Quân đoàn bộ binh 16) với sự yểm hộ của các pháo hạm từ các tàu khu trục Bystyi và Bodryi đã đánh chiếm Sudak. Phát huy chiến quả, Quân đoàn bộ binh 16 và Trung đoàn xe tăng 257 áp sát Yalta. Cùng ngày, Lữ đoàn cơ giới 26 (Quân đoàn xe tăng 19) đánh chiếm Alushta và kéo quân về Yalta. Trung đoàn bộ binh 668 (Đức) và Sư đoàn kỵ binh 6 (Romania) được tướng Erwin Jaenecke điều động tăng cường phòng thủ Yalta. Chiều 15 tháng 4 đã diễn ra các trận đánh ác liệt tại đèo ngang Ay Petri. Quân kỵ binh Romania dựa vào hỏa lực pháo binh cố chống giữ con đường độc đạo ra vào Yalta từ phía Bắc. Số phận của trận đánh được quyết định vào cuối buổi chiều khi Sư đoàn bộ binh 227 (Quân đoàn bộ binh 20) từ lực lượng dự bị đến tham chiến. Được du kích Krym dẫn đường, sư đoàn này đã từ con đường mòn Ay Dyanin - Yalta đột kích vào sau lưng cánh quân Romania đang giữ đèo ngang Ay Petri. Quân Đức và Romania rút về Yalta, lên các sà lan và tàu kéo để tháo chạy về Yalta nhưng không thoát. Pháo binh của Quân đoàn 16 đã đánh chìm 1 sà lan chở 200 lính Đức và Romania. Không quân hạm đội Biển Đen và Tập đoàn không quân 4 đánh chìm 2 chiếc khác. Đêm 15 rạng ngày 16 tháng 4, Quân đoàn bộ binh 16 (Liên Xô) dập tắt những ổ kháng cự cuối cùng của quân Đức tại Yalta.
Không thể trông chờ ở quân Romania, tướng Erwin Jaenecke đặt hy vọng vào tuyến phòng thủ ở phía Bắc và phía Tây Simferopol như một tiền đồn phòng ngự từ xa cho Sevastopol. Tuy nhiên, sự thất thủ nhanh chóng của quân Romania tại Yalta không những đặt cụm cứ điểm Simferopol của 2 sư đoàn bộ binh (Đức) và Sư đoàn sơn chiến 1 (Romania) vào tình thế bị vây từ ba phía mà còn để hở một hướng tấn công thứ hai vào Sevastopol từ ven biển phía Nam bán đảo. Trên hướng Tây Bắc, Tập đoàn quân cận vệ 2 (Liên Xô) cũng bắt đầu công kích và vây ép Cụm tác chiến Krieger tại Evapatorya. Ngày 16 tháng 4, Quân đoàn bộ binh 10 (Tập đoàn quân 51) và Lữ đoàn xe tăng 79 đánh chiếm cứ điểm Bakhchisarai do Sư đoàn bộ binh 370 (Đức) đóng giữ, mở cửa đột phá vào Simferopol từ phía Bắc. Ngày 14 tháng 4, Quân đoàn bộ binh sơn chiến 3 (Tập đoàn quân Duyên Hải) đánh chiếm các điểm cao Mamak (???), Bitak (???) (Đông Nam Simferopol), đánh bật sư đoàn bộ binh 98 (Đức) khỏi con đèo Chatyr Dag và tràn xuống thung lũng Angara và chỉ còn cách Simferopol 12 km. Để thoát khỏi nguy cơ bị tiêu diệt, tướng Rudolf Konrad và các tướng Wolf Hagemann, Fritz Becker đều thống nhất chủ trương rút bỏ Simferopol để tập trung binh lực giữ lấy hai căn cứ chính là Sevastopol và Eupatoria. Ngày 18 tháng 4, quân Đức và Romania bắt đầu rút lui.
Ngày 19 tháng 4, Tập đoàn quân 51 (Liên Xô) đã vượt qua tất cả các cụm chốt của quân Đức dọc theo đường cao tốc Simferopol - Sevastopol, lần lượt đánh chiếm điểm cao Chernaya (???) và Fediukhinykh (???). Ngày 21 tháng 4, Quân đoàn bộ binh cận vệ 1 và Quân đoàn xe tăng 19 hợp lực tiêu diệt cụm quân Đức-Romania tại thung lũng Inkerman và đánh chiếm điểm cao Sakharnaya. Ngày 22 tháng 4, Quân đoàn bộ binh cận vệ 13 (Tập đoàn quân cận vệ 2) giải phóng Eupatoria. Các quân đoàn bộ binh 54, 55 tiêu diệt các cụm cứ điểm phòng ngự cấp tiểu đoàn của sư đoàn bộ binh 338 Đức tại Saky, Nikolayevka và tràn xuống Sevastopol từ phía Bắc. Ngày 25 tháng 4, Quân đoàn bộ binh sơn chiến 3 (Tập đoàn quân Duyên Hải) đánh chiếm Alupka, Simeiz, Baidary (???) và đến ngày 27 tháng 4 đã có mặt phía trước Balaklava, cửa ngõ vào Sevastopol từ hướng Đông Nam.
Hitler rất tức giận trước việc quân đội Đức Quốc xã triệt thoái khỏi Simferopol. Ngày 30 tháng 4, ông ta cách chức tướng Erwin Jaenecke và đề bạt tướng Karl Allmendinger, tư lệnh Quân đoàn bộ binh 5 làm tư lệnh Tập đoàn quân 17. Tướng Friedrich-Wilhelm Müller, tham mưu trưởng Tập đoàn quân 17 được điều về chỉ huy Quân đoàn bộ binh 5. Hitler đặt điều kiện với Karl Allmendinger: "Hãy đảm bảo với tôi rằng Sevastopol sẽ đứng vững đến cuối mùa hè". Tuy nhiên, việc "thay ngựa giữa dòng" của Hitler không đem lại kết quả như ông ta mong muốn. Đến ngày 5 tháng 5, Tập đoàn quân 17 (Đức) đã bị bao vây tại khu vực Sevastopol và đối đầu với 3 tập đoàn quân Liên Xô. Tập đoàn quân cận vệ 2 (Liên Xô) chiếm lĩnh chiến tuyến từ Mamashai (???) qua Balbek (???), Kamyshly đến Gory (???), Đông Bắc Sevastopol. Tập đoàn quân 51 (Liên Xô) chiếm lĩnh chiến tuyến từ Gory qua Merkenzya (???), Golovka (???) đến Novo Shuly (???), phía Đông Sevastopol. Tập đoàn quân độc lập Duyên Hải khép vòng vây trên bộ phía Tây Nam Sevastopol, từ Novo Shuly qua Kamary (???) đến Balaklava. Trên biển, Phân hạm đội Bắc Biển Đen đã phong tỏa tất cả các con đường biển quan trọng ra vào Sevastopol từ ngoài khơi Lyubimovka qua mũi Khersonet đến mũi Feolent ở phía Nam.

### Giai đoạn 3: Giải phóng Sevastopol
Đầu tháng 5 năm 1944, tướng Karl Allmendinger chỉ còn lại trong tay 5 sư đoàn Đức và 3 sư đoàn Romania để phòng thủ Sevastopol, trong đó có hai sư đoàn bộ binh 3, 73 (Đức) và Sư đoàn sơn chiến 2 (Romania) được đưa từ Cụm quân Balkan đến bằng đường biển để tăng viện cho Cụm tác chiến Brüder. Sau khi 6 sư đoàn Đức và Romania đã bị đánh tan trong các trận chiến cuối tháng 4 năm 1944, Tập đoàn quân 17 (Đức) còn lại 72.000 sĩ quan và binh lính, 50 xe tăng và pháo tự hành, 1.500 pháo và súng cối, 330 súng chống tăng và gần 100 máy bay. Các lực lượng Đức và Romania bố trí phòng thủ Sevastopol thành một vòng cung ở phía Đông dựa theo địa hình, các điểm cao và các công trình phòng thủ mà quân đội Liên Xô đã bố trí trong Chiến dịch Krym-Sevastopol (1941-1942). Phía Đông Bắc Sevastopol có Sư đoàn bộ binh 50 (Đức) và Sư đoàn bộ binh sơn chiến 2 (Romania). Các trung tâm phòng ngự mạnh được bố trí tại Lyubimovka, Markenzyevyi (???) và điểm cao 190. Phía Đông có các sư đoàn bộ binh 98 và 336 (Đức), các sư đoàn sơn chiến 1 và 3 (Romania). Các trung tâm phòng ngự được bố trí ở Markenzia (???), Sakharnaya, Inkerman và điểm cao 169. Quanh điểm cao chiến lược Sapun Gora có 6 lớp hào chống tăng và các tuyến hàng rào chống bộ binh. Hướng Đông Nam có các sư đoàn bộ binh 3 và 73 (Đức). Các trung tâm phòng ngự được bố trí ở núi Sapun Gora, điểm cao 231, Dzhanshyev (???) và Karan (???). Lữ đoàn cảnh binh SS và Trung đoàn còn lại của Sư đoàn kỵ binh 6 (Romania) phòng thủ trong nội đô Sevastopol.
Quân đội Liên Xô bao vây Sevastopol bằng lực lượng áp đảo với 230.000 người, 4.445 pháo và súng cối, 888 súng chống tăng, 106 xe tăng và pháo tự hành. Một phần Tập đoàn quân không quân 8 và 2 sư đoàn hỗn hợp của Tập đoàn quân không quân 4 đã chuyển đến các sân bay ở Kerch, Dzhankoy và Simferopol để yểm hộ cho các cuộc tấn công trên bộ. Hạm đội Biển Đen tổ chức phong tỏa đường biển bằng hai lớp. Ven bờ biển có 2 tàu khu trục và các tàu tuần duyên. Ngoài khơi có các chiến hạm, tàu khu trục, tàu phóng ngư lôi sẵn sàng ngăn chặn các cuộc đột kích từ hướng bờ biển Balkan. Không quân của hạm đội cũng được chuyển đến các sân bay ở Feodosiya, Eupatoria và Yalta. Số phận của Tập đoàn quân 17 (Đức) tại Krym chỉ còn có thể tính từng ngày.
Đêm mùng 5 rạng ngày 6 tháng 5 năm 1944, Quân đoàn bộ binh 63 (Tập đoàn quân 51) bất ngờ đánh chiếm điểm cao 169 và hướng đòn tấn công về Sakharnaya. Quân đoàn bộ binh 10 cũng tiến quân dọc theo tả ngạn sông Chernaya đánh vào Inkerman. Ở cánh trái, Quân đoàn bộ binh cận vệ 1 phối hợp với Quân đoàn bộ sơn chiến 3 (Tập đoàn quân độc lập Duyên Hải) tấn công vào các điểm cao 231 và núi Sapun. Đòn tấn công dọc theo sông Chernaya của Tập đoàn quân 51 đã cắt đôi phòng tuyến của quân Đức ở phía Đông Sevastopol, nhanh chóng cô lập 4 sư đoàn Đức và Romania ở phía Bắc sông Chernaya. Ngày 7 tháng 5, Quân đoàn bộ binh 55 (Tập đoàn quân cận vệ 2) tiêu diệt cứ điểm tiền tiêu của Sư đoàn bộ binh 50 (Đức) ở Lyubimovka và hướng đòn tấn công về Vartenyevka (???). Quân đoàn bộ binh cận vệ 13 và Quân đoàn bộ binh 54 nhanh chóng nhổ các cụm chốt của Sư đoàn sơn chiến 2 (Romania) ở điểm cao 190 và Markenziyevy, tiến dọc theo đường sắt và đường bộ về khu Bắc Storona (???). Cũng ngày, Quân đoàn bộ binh cận vệ 11 và Quân đoàn bộ binh 20 (Tập đoàn quân độc lập Duyên Hải) có Quân đoàn xe tăng 19 dẫn đầu đã mở đòn tấn công dọc bờ biển phía Nam Sevastopol, đánh chiếm Karan (???) và Dzhnshiev (???), dồn Sư đoàn bộ binh 73 (Đức) ra mũi Khersonet.
Ngày 6 tháng 5, Sư đoàn bộ binh 3 (Đức) bị diệt gọn tại các điểm cao Sapun và 169, Quân đoàn bộ binh cận vệ 1 và Quân đoàn sơn chiến 3 (Liên Xô) tràn xuống thung lũng Balaklava, dồn tàn quân của Sư đoàn bộ binh 3 (Đức) về nội đô Sevastopol. Ở phía Bắc, các sư đoàn bộ binh 50, 336 (Đức) và các sư đoàn sơn chiến 1, 2 (Romania) bị các tập đoàn quân 51 và cận vệ 2 đánh tan trên hai bờ vịnh Bắc của Sevastopol. Nhiều tướng lĩnh chỉ huy các quân đoàn, sư đoàn Đức, Romania và cả bản thân tướng Karl Allmendinger đã lên các thủy phi cơ di tản khỏi Sevastopol từ ngày 7 tháng 5. Quân Đức và Romania ở Sevastopol bị chia cắt làm đôi. Sư đoàn 73 (Đức) cố chống cự tại mỏm đất Khersonet nhỏ hẹp. Sư đoàn bộ binh 98 (Đức) và Sư đoàn Sơn chiến 3 (Romania) cố gắng giữ phòng tuyến Đông Nam Sevastopol để chờ tàu đến cứu. Từ ngày 9 đến ngày 11 tháng 5, Phân hạm đội Bắc Biển Đen (Liên Xô) đã đánh chìm 10 tàu vận tải trên 9.000 tấn và 6 tàu tuần tra trọng tải 600 tấn của hải quân Đức và Romania. Tập đoàn quân không quân 8 đã thực hiện 1.460 phi vụ. Không quân của hạm đội Biển Đen thực hiện 885 phi vụ đã góp phần đánh bại nhanh chóng cụm quân Đức tại các điểm cao, phá hủy nhiều tàu và tài sản quân sự của Đức tại cảng Sevastopol.
Ngày 9 tháng 5, các tập đoàn quân 51 và cận vệ 2 mở cuộc tổng công kích vào nội đô Sevastopol. Sau hơn nửa giờ pháo kích của 600 khẩu pháo đặt tai phía Bắc vịnh Chernaya, Quân đoàn bộ binh 55 đã đột nhập vào phía Nam vịnh và nhanh chóng phối hợp với Sư đoàn 10 hải quân đánh bộ đánh chiếm cảng Sevastopol. Phía Đông Nam thành phố, Quân đoàn bộ binh cận vệ 1 cũng xâm nhập Sevastopol từ hướng Turovka (???). Chiều ngày 9 tháng 5, quân đội Liên Xô hoàn toàn làm chủ Sevastopol. Đêm 9 tháng 5, Moskva bắn đại bác cấp 2 với 224 loạt chào mừng Phương diện quân Ukraina 4 giải phóng Sevastopol.
Ở phía Nam, Tập đoàn quân độc lập Duyên Hải tập trung tiêu diệt Sư đoàn bộ binh 73 (Đức) và phần còn lại của Sư đoàn kỵ binh 6 (Romania) tại mũi Khersonet. Quân Đức ở đây chỉ cố chống cự được thêm ba ngày. Ngày 10 tháng 5, một trung đoàn của sư đoàn 73 (Đức) và trung đoàn còn lại của Sư đoàn kỵ binh 6 (Romania) bị diệt gọn tại Omega. Ngày 12 tháng 5, tàn quân Đức còn lại bị đánh tan và bị bắt là tù binh tại mũi Khersonet. Trên bờ biển Khersonet ngổn ngang xác người, ngựa, pháo và hàng trăm máy bay Đức bị phá hủy.

## Kết quả, đánh giá và ảnh hưởng

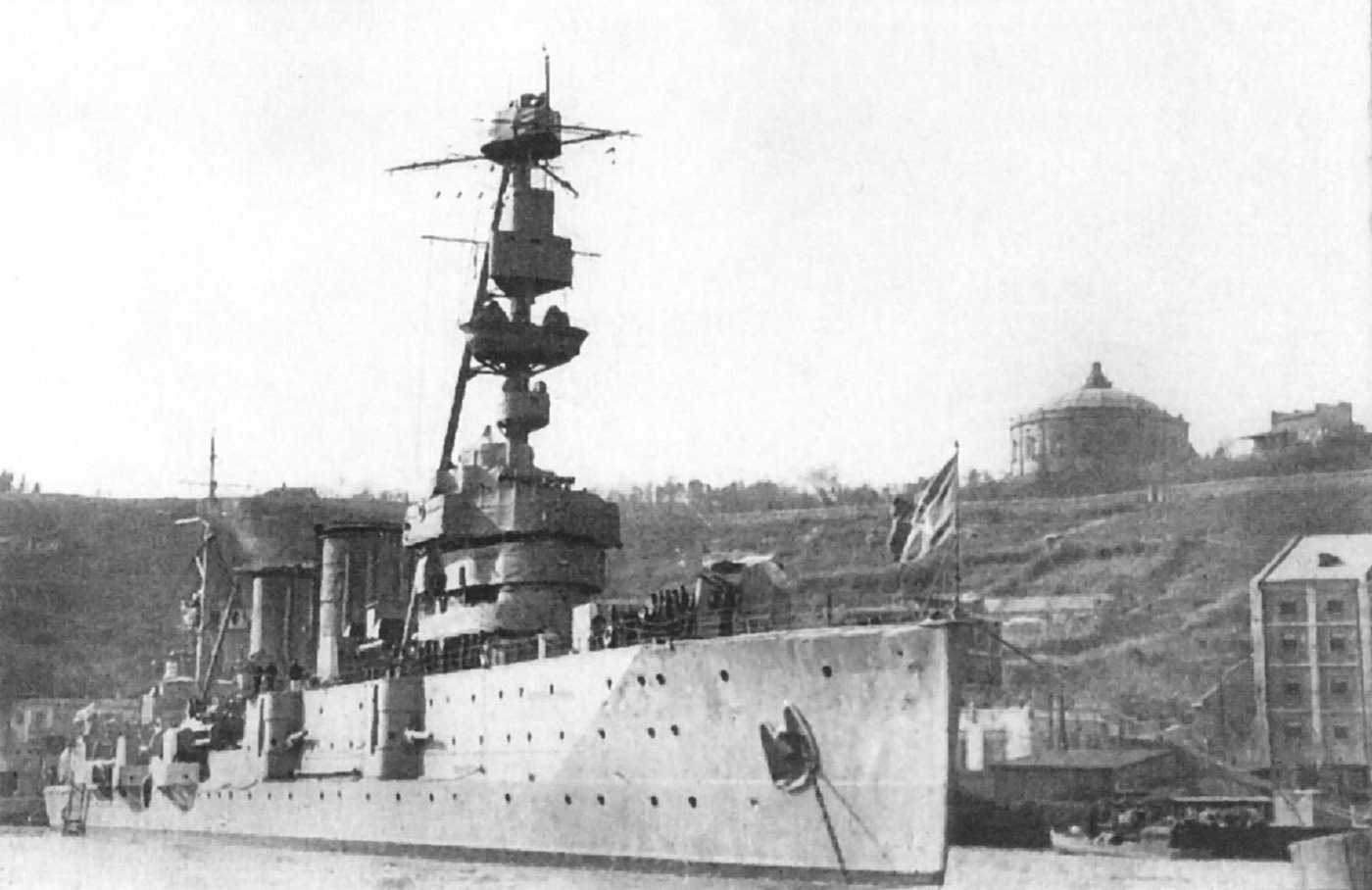
Soái hạm Krasnyi Krym trở lại Sevastopol, 1944

### Kết quả
Treo David Glantz, quân Đức và Rumani bị thiệt hại khá nặng, 97.000 người chiết, nhiều người trong số họ bị chết đuối trong quá trình sơ tán. Trong vụ tấn công của Hạm đội Biển Đen đánh chìm các tàu Totila và Teja ngày 10 tháng 5 đã làm thiệt mạng khoảng 10.000 quân Đức và Romania. Toàn bộ xe tăng, máy bay và pháo, cối của Tập đoàn quân 17 (Đức) tại Krym đều bị quân đội Liên Xô phá hủy và tịch thu.
Theo Rolf-Dieter Müller thiệt hại của quân Đức là 31.700 chết và mất tích, khoảng 33.400 người bị thương. Quân Romania có 25.800 người chết và mất tích, khoảng 5.800 người bị thương. Tổng số thương vong của cả quân Đức và Romania là 96.700 người.
Theo G. F. Krivosheev, Phương diện quân Ukraina 4 và Tập đoàn quân độc lập Duyên hải có 17.754 người chết, 67.065 người bị thương. 171 xe tăng, 521 khẩu pháo bị bắn hỏng, 179 máy bay bị bắn rơi.
Theo A. N. Grylov, ngoài 35.000 quân Đức và Romania bị chết trong các trận đánh trên bộ, quân Đức và Romania còn mất hơn 42.000 người trong các trận đánh trên biển do chỉ 3 trong số 13 chuyến tàu trọng tải trên 9.000 tấn sơ tán quân từ Krym về Romania đi thoát. 10 chiếc còn lại đều bị các chiến hạm của Hạm đội Biển Đen và không quân của hạm đội đánh đắm. Quân đội Liên Xô bắt 61.587 sĩ quan và binh lính của các Đức Quốc xã và Romania. Riêng tại Mũi Khersonet đã có khoảng 21.000 quân nhân Đức và Romania bị bắt, trong đó cơ hơn 100 sĩ quan cao cấp từ đại tá đến trung tướng.
Theo Báo cáo số WF-03/32925 (số trang lưu trữ 1-8) ngày 23 tháng 5 năm 1944 của Phó đô đốc Helmuth Brinkmann, chỉ huy Hạm đội Biển Đen (Đức), thì trong thời gian diễn ra chiến dịch Krym, Hải quân Đức đã chuyên chở khoảng 130.000 người sơ tán khỏi Krym. Trong đó có 121.394 người được sơ tán đến Romania gồm 90.240 binh lính và sĩ quan, 15.535 thương binh, 11.359 dân thường và 4.260 tù nhân. Không quân Đức cũng di tản được 21.457 người, trong đó có 16.387 thương binh.
Bản tường trình số WF-03/5072 (số trang lưu trữ 940-946) ngày 6 tháng 11 năm 1944 của Thiếu tướng Ritter von Xylander, tham mưu trưởng Tập đoàn quân 17 (Đức) cho biết Hải quân Đức đã bỏ lại khoảng 12.000 sĩ quan và binh lính Đức tại mũi Khersones và tất cả số này đều bị quân đội Liên Xô tiêu diệt hoặc bắt làm tù binh.

### Đánh giá

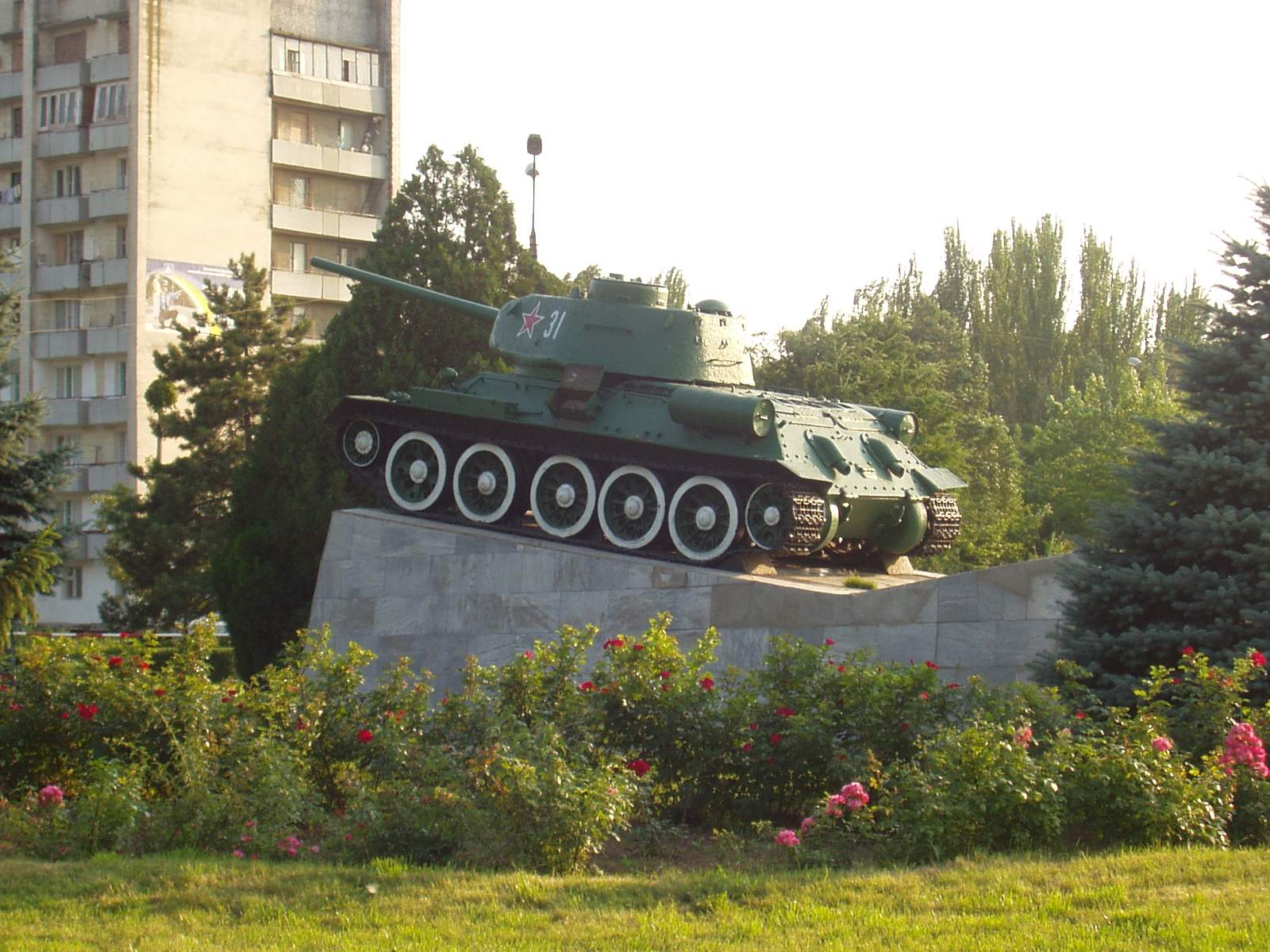
Đài kỷ niệm trận đột phá khẩu của Quân đội Liên Xô năm 1944 tại Armyansk

Nếu như cuối năm 1941 đầu năm 1942, Tập đoàn quân 11 (Đức) phải mất trọn 250 ngày mới hoàn thành việc đánh chiếm Krym và Sevastopol thì giữa năm 1944, Quân đội Liên Xô chỉ mất 35 ngày để giải phóng toàn bộ bán đảo Krym, trong đó, chỉ mất 8 ngày để đánh chiếm Sevastopol. Chiến dịch Krym (1944) là chiến dịch phối hợp hoạt động của hải, lục, không quân lớn nhất của Quân đội Liên Xô trong Chiến tranh thế giới thứ hai. Về tổng quy mô binh lực, nó chỉ đứng sau Chiến dịch Overlord của quân Đồng minh đổ bộ lên miền Bắc nước Pháp ngày 6 tháng 6 năm 1944.
Các tướng lĩnh Đức Quốc xã đã sai lầm khi cho rằng quân đội Liên Xô chỉ có thể đưa vũ khí nặng như xe tăng, đại bác vào Krym thông qua eo đất Perekop hoặc theo con đường xe lửa đi qua Chongar. Việc bắc các cầu phao cỡ lớn qua vịnh lầy Sivash được ngụy trang rất kín đáo đã che giấu được "con mắt" của lực lượng trinh sát đường không Đức. Do đó, Quân đoàn sơn chiến 49 (Đức) đã tập trung binh lực cho hướng Perekop để đối phó với Tập đoàn quân cận vệ 2. Chỉ đến khi xe tăng Liên Xô bất thần xuất hiện ở Voinka, tướng Rudolf Konrad mới cho rút quân thì đã muộn. Quân đoàn xe tăng 19 và Tập đoàn quân 51 (Liên Xô) đã nhanh chóng tràn vào trung tâm bán đảo Krym và uy hiếp Simferopol. Các tướng lĩnh Đức cũng không thể dự báo được quy mô tập trung binh lực rất lớn của Tập đoàn quân độc lập Duyên Hải (Liên Xô) trên một căn cứ đầu cầu rất hẹp có chiều rộng không quá 15 km và chiều sâu không quá 8 km, có chỗ chỉ 2 km. Vì vậy, mặc dù thiết lập đến ba tuyến phòng thủ trên bán đảo Kerch, trong đó có tuyến Lũy Thổ Nhĩ Kỳ rất kiên cố nhưng Quân đoàn bộ binh 5 (Đức) vẫn không thể chặn được đà tiến công nhanh chóng của Tập đoàn quân độc lập Duyên Hải.
Hạm đội Biển Đen (Liên Xô) đã thực hiện thành công việc phong tỏa đường biển. Vì vậy, chỉ trong giai đoạn đầu của chiến dịch mới có 2 sư đoàn Đức được gửi đến Krym để tăng cường cho Tập đoàn quân 17 (Đức) đến Sevastopol trót lọt. Các chuyến vận tải đường biển rút quân Đức khỏi Krym đều bị các tàu nổi, tàu ngầm và máy bay Liên Xô tấn công. Tập đoàn quân không quân 4 (Đức) thiếu phi công và máy bay tác chiến trên biển cũng là một nguyên nhân làm cho các tàu nổi của quân Đức và Romania bị thiệt hại rất lớn khi đơn độc đối phó với quân đội Liên Xô từ trên mặt biển, dưới nước và trên không.
Trong chiến dịch, pháo binh Liên Xô được tập trung ở mật độ rất cao và tác xạ kéo dài đến hơn 2 giờ liền trên các hướng tấn công chính đã dập tắt sức kháng cự của cả pháo binh và bộ binh Đức, tạo điều kiện cho xe tăng và bộ binh Liên Xô mở các đột phá khẩu rộng và sâu hơn, nhanh chóng đánh vào trung tâm phòng ngự của các sư đoàn Đức, làm rối loạn việc chỉ huy của đối phương và chia cắt các sư đoàn Đức thành các cụm quân bị cô lập, không còn yểm hộ được cho nhau. Không quân Liên Xô hầu như làm chủ vùng trời Krym đã hạn chế tối đa sự yểm hộ của không quân Đức đối với các hoạt động quân sự của lục quân Đức. Các sư đoàn không quân ném bom Liên Xô thực hiện các trận oanh tạc lớn vào các trung tâm phòng ngự mạnh của quân Đức tại Feodosiya, Eupatoria, Dzhankoy, Simferopol, Alushta và Sevastopol đẩy nhanh sự tan rã của quân Đức và Romania tại các trung tâm phòng ngự này.

### Ảnh hưởng
Sự thất bại của Tập đoàn quân 17 (Đức) tại Krym được tổng tham mưu trưởng Wehrmacht, tướng Kurt Zeitzler đánh giá là một thảm họa quân sự. Trong đó quân số thiệt mạng trên các chuyến tàu biển sơ tán lớn hơn cả thương vong trong chiến đấu. Số lượng tù binh Đức bị bắt cũng rất lớn. Cả Tập đoàn quân 17 chỉ còn vài nghìn quân và một số sĩ quan chỉ huy cao cấp di tản bằng các phương tiện trên biển và đường không thoát ra khỏi "con tàu Krym đang chìm dần". Đây là lần tiếp theo kể từ Trận Stalingrad, Quân đội Đức Quốc xã mất trọn một Tập đoàn quân. Cũng như việc tái lập Tập đoàn quân 6 với biệt danh "Đội quân phục thù", tháng 7 năm 1944, Tập đoàn quân 17 (Đức) được tái lập và bố trí vào Cụm tập đoàn quân Trung tâm.
Thất bại của quân Đức tại Krym cũng làm cho ảnh hưởng của nước Đức Quốc xã tại khu vực Biển Đen nhanh chóng "tụt dốc". Thổ Nhĩ Kỳ thẳng thừng phản đối các hành động quân sự chống Liên Xô, tuyên bố cắt đứt quan hệ với nước Đức Quốc xã và trở lại vai trò trung lập. Chính quyền Romania xáo động và chia rẽ, họ tìm cách liên lạc với đồng minh Anh-Mỹ để ngăn cản quân đội Liên Xô tiến vào. Một số quan chức cao cấp trong chính quyền Bulgaria cũng tìm cách liên lạc với phong trào du kích để tìm kiếm sự ủng hộ trong việc thoát khỏi sự ràng buộc của nước Đức Quốc xã.
Chiếm lại Krym, Hải quân Liên Xô có một cụm căn cứ mạnh để hỗ trợ cho các chiến dịch của quân đội Liên Xô tại Romania và Bulgaria cũng như việc chuyển quân đội, vũ khí tiếp viện và hàng hóa bằng đường biển cho các hoạt động quân sự của họ trên bán đảo Balkan. Phân hạm đội Azov được giải phóng khỏi các nhiệm vụ ở Krym đã chuyển thành Giang đội Danube để chuẩn bị cho các hoạt động yểm trợ và vận tải đường thủy cho các chiến dịch của lục quân Liên Xô trên lãnh thổ Romania, Bulgaria, Nam Tư và Hungary trong giai đoạn cuối của cuộc chiến. Sau chiến dịch, Phương diện quân Ukraina 4 được giải thể để thành lập Phương diện quân Byelorrussia 2 (lần thứ hai). Tập đoàn quân độc lập Duyên Hải được giải thể và sau đó, bộ khung của nó lại được sử dụng để thành lập Phương diện quân Ukraina 4 (lần thứ 2) trên hướng Đông Carpath.
Kết thúc chiến dịch, hàng trăm đơn vị quân đoàn, sư đoàn, lữ đoàn, trung đoàn và hàng nghìn sĩ quan, binh sĩ của Phương diện quân Ukraina 4 và Tập đoàn quân độc lập duyên hải được tặng thưởng các huân huy chương, được mang các danh hiệu Krym, Sevastopol, Simferopol, Eupatoria và Feodosiya.